# Сироватський Анатолій Іванович
Анатолій Іванович Сироватський (6 травня 1957, Керч) — радянський футболіст, який грав на позиції захисника. Відомий за виступами за сімферопольську «Таврію», у складі якої провів понад 250 матчів у чемпіонаті СРСР у вищій, першій лізі та другій лізі, та Кубку СРСР. По завершенні ігрової кар'єри — український футбольний тренер.

## Клубна кар'єра
Анатолій Сироватський є вихованцем керченського футболу. Розпочав грати у футбол у місцевій аматорській команді «Авангард». У 1975 році разом із низкою інших вихованців кримського футболу, зокрема Олександром Мухою та Олексієм Савченком, став гравцем команди першої ліги «Таврія» з Сімферополя. З наступного року став футболістом основного складу команди, в 1977 році став у складі «Таврії» бронзовим призером першої ліги СРСР. У 1978 році Сироватського призвали на військову службу, яку він проходив у складі команди першої ліги СКА з Одеси. На початку сезону 1980 року повернувся до «Таврії», і в цьому році разом із командою став переможцем турніру першої ліги, унаслідок чого команда отримала путівку до вищої ліги. Проте у вищій лізі команда виступала лише один сезон, та повернулась назад до першої ліги. У 1982 році разом із командою дойшов до 1/4 фіналу Кубку СРСР. У 1984 році став кращим бомбардиром команди в першій лізі, проте в цьому році «Таврія» вибула з першої ліги до другої ліги. У сезоні 1985 року сімферопольський клуб виграв зональний турнір другої ліги, та отримав титул чемпіона УРСР, проте за результатами перехідного турніру не зуміла пробитися до першої ліги. На початку сезону 1986 року Анатолій Сироватський стає гравцем команди другої ліги «Океан» з Керчі. У 1988 році він стає гравцем команди Групи радянських військ у Німеччині, в якій грав до 1992 року.
У 1992 році Анатолій Сироватський повертається до України, та стає гравцем команди «Інтурист» з Ялти, у складі якої брав участь у грі Кубка України. Наступного року Сироватський грає у складі керченської команди «Войковець», пізніше «Металург» у перехідній лізі. У 1994—1995 роках Сироватський грає у складі аматорської команди «Чайка» з Охотникового, після чого остаточно завершив виступи на футбольних полях.

## Після закінчення кар'єри футболіста
У 1997 році Анатолій Сироватський очолював керченський «Портовик» під час виступів у другій лізі, проте команда невдовзі втратила професійний статус. У 1998—1999 роках працював асистентом головного тренера команди вищої української ліги «Таврія» з Сімферополя. У 2004 році колишній футболіст очолював аматорський клуб «Фенікс-Іллічовець». З 2011 до 2014 року Сироватський знову працював у сімферопольській «Таврії» асистентом головного тренера, а пізніше селекціонером. У 2014 році після російської окупації півострова почав працювати у фейковому клубі, створеному російською окупаційною владою, «ТСК-Таврія», у якому працював до 2016 року.

## Досягнення
- Переможець першої ліги 1980 року.
- Бронзовий призер першої ліги 1977 року.